# 新云乡 (会东县)
新云乡，是中华人民共和国四川省凉山彝族自治州会东县曾经下辖的一个乡。

## 行政区划
新云乡撤销前下辖以下地区：
新发村、团结村、椿河村、发乐村、官村村、笔落村、滴水岩村和马头山村。